# Geschmeido
Geschmeido ist eine deutschsprachige Rock-/Pop-Band. Sie wurde 1996 in Freiburg im Breisgau gegründet und agiert seit 2003 von Berlin aus. Seit 2007 steht sie bei Tapete Records unter Vertrag.

## Geschichte
Bis kurz nach Veröffentlichung des Albums Auf Wiedersehen war Franz Frowein (Gitarre) festes Mitglied der Band. Er schied im Sommer 2007 aus und widmete sich fortan dem Beruf des Lehrers. Der Schlagzeuger Stefan Wittich ist gleichzeitig bei der Band Tele engagiert, die ebenfalls bei Tapete Records unter Vertrag steht. 
Musik und Texte stammen von Multiinstrumentalist Philippe Frowein, der zusammen mit Stefan St. John auch als Produzent fungiert. Das Debütalbum Zwischen den Mahlzeiten wurde von Tobias Levin (Cpt. Kirk &.) in dessen Hamburger Electric Avenue Studio aufgenommen und produziert. Die Alben Same Same und Auf Wiedersehen wurden privat aufgenommen und produziert. 
Die Band legt immer wieder Pausen ein, die mehrere Jahre dauern können. Auf ihrem Webauftritt meldet sie sich aber meist, wenn es Neuigkeiten gibt. 
Die Band war mit mehreren Beiträgen auf den Müssen alle mit - Kompilationen von Tapete Records vertreten: Zwischen den Mahlzeiten (1998), Sag mir wir schlafen nie (2004), Auf Wiedersehen (2007), außerdem mit Möwen (als Deko) auf Tapete 100 (2007).

## Diskografie
- 1997: Geschmeido (Demo-Tape, Eigenvertrieb)
- 1999: Zwischen den Mahlzeiten (Single, Community / Virgin)
- 1999: Zwischen den Mahlzeiten (Album, Community / Virgin)
- 2000: Same, Same (Album, Community / Virgin)
- 2007: Auf Wiedersehen (Album, Tapete Records / Indigo)